# Piłka siatkowa na Letnich Igrzyskach Olimpijskich 2016 – turniej plażowy mężczyzn
Turniej olimpijski w siatkówce plażowej mężczyzn podczas XXXI Letnich Igrzysk Olimpijskich w Rio de Janeiro odbył się w dniach od 6 do 19 sierpnia 2016 na plaży Copacabana.

## Rozgrywki
Do rywalizacji przystąpiło 24 zespołów, które zostały podzielone na sześć grup. W każdej z nich zmagania toczyły się systemem kołowym (tj. każdy z każdym, po jednym meczu). Do dalszej fazy rozgrywek awansowały dwie najlepsze drużyny z każdej z grup, dwie najlepsze drużyny spośród tych, które zajęły trzecie miejsca. Pozostałe cztery drużyny z trzecich miejsc - szczęśliwi przegrani - walczyły w barażach o pozostałe dwa miejsca w fazie pucharowej.

### Faza grupowa

#### Grupa A
| Lp. | Drużyna               | Pkt | Mecze | Mecze | Mecze | Sety | Sety | Sety  | Małe punkty | Małe punkty | Małe punkty |
| Lp. | Drużyna               | Pkt | M     | W     | P     | wyg. | prz. | ratio | zdob.       | str.        | ratio       |
| --- | --------------------- | --- | ----- | ----- | ----- | ---- | ---- | ----- | ----------- | ----------- | ----------- |
| 1   | Cerutti / Schmidt     | 5   | 3     | 2     | 1     | 5    | 2    | 2.500 | 140         | 128         | 1.094       |
| 2   | Carambula / Ranghieri | 5   | 3     | 2     | 1     | 4    | 3    | 1.333 | 127         | 119         | 1.067       |
| 3   | Doppler / Horst       | 5   | 3     | 2     | 1     | 4    | 4    | 1.000 | 133         | 145         | 0.917       |
| 4   | Binstock / Schachter  | 3   | 3     | 0     | 3     | 2    | 6    | 0.333 | 137         | 145         | 0.945       |

Źródło: 
Zasady ustalania kolejności: 1. liczba zdobytych punktów; 2. wyższy stosunek małych punktów; 3. wyższy stosunek setów.
Punktacja: zwycięstwo – 2 pkt; porażka – 1 pkt
| Data  | Drużyna 1             | Wynik | Drużyna 2             | Sety                |
| ----- | --------------------- | ----- | --------------------- | ------------------- |
| 06.08 | Carambula / Ranghieri | 2:0   | Doppler / Horst       | 21:14, 21:13        |
| 06.08 | Cerutti / Schmidt     | 2:0   | Binstock / Schachter  | 21:19, 22:20        |
|       |                       |       |                       |                     |
| 08.08 | Cerutti / Schmidt     | 1:2   | Doppler / Horst       | 21:23, 21:16, 13:15 |
| 09.08 | Carambula / Ranghieri | 2:1   | Binstock / Schachter  | 21:18, 14:21, 15:11 |
|       |                       |       |                       |                     |
| 10.08 | Cerutti / Schmidt     | 2:0   | Carambula / Ranghieri | 21:19, 21:16        |
| 11.08 | Doppler / Horst       | 2:1   | Binstock / Schachter  | 21:19, 16:21, 15:8  |

#### Grupa B
| Lp. | Drużyna              | Pkt | Mecze | Mecze | Mecze | Sety | Sety | Sety  | Małe punkty | Małe punkty | Małe punkty |
| Lp. | Drużyna              | Pkt | M     | W     | P     | wyg. | prz. | ratio | zdob.       | str.        | ratio       |
| --- | -------------------- | --- | ----- | ----- | ----- | ---- | ---- | ----- | ----------- | ----------- | ----------- |
| 1   | Brouwer / Meeuwsen   | 6   | 3     | 3     | 0     | 6    | 1    | 6.000 | 138         | 121         | 1.140       |
| 2   | Barsuk / Lamin       | 5   | 3     | 2     | 1     | 4    | 2    | 2.000 | 113         | 104         | 1.087       |
| 3   | Kantor / Łosiak      | 4   | 3     | 1     | 2     | 2    | 4    | 0.500 | 113         | 116         | 0.974       |
| 4   | Böckermann / Flüggen | 3   | 3     | 0     | 3     | 1    | 6    | 0.167 | 117         | 140         | 0.836       |

Źródło: 
Zasady ustalania kolejności: 1. liczba zdobytych punktów; 2. wyższy stosunek małych punktów; 3. wyższy stosunek setów.
Punktacja: zwycięstwo – 2 pkt; porażka – 1 pkt
| Data  | Drużyna 1            | Wynik | Drużyna 2            | Sety                |
| ----- | -------------------- | ----- | -------------------- | ------------------- |
| 06.08 | Brouwer / Meeuwsen   | 2:0   | Barsuk / Lamin       | 21:15, 21:14        |
| 07.08 | Kantor / Łosiak      | 2:0   | Böckermann / Flüggen | 21:11, 23:21        |
|       |                      |       |                      |                     |
| 08.08 | Kantor / Łosiak      | 0:2   | Barsuk / Lamin       | 14:21, 17:21        |
| 08.08 | Brouwer / Meeuwsen   | 2:1   | Böckermann / Flüggen | 21:19, 17:21, 16:14 |
|       |                      |       |                      |                     |
| 10.08 | Brouwer / Meeuwsen   | 2:0   | Kantor / Łosiak      | 21:19, 21:19        |
| 11.08 | Böckermann / Flüggen | 0:2   | Barsuk / Lamin       | 14:21, 17:21        |

#### Grupa C
| Lp. | Drużyna             | Pkt | Mecze | Mecze | Mecze | Sety | Sety | Sety  | Małe punkty | Małe punkty | Małe punkty |
| Lp. | Drużyna             | Pkt | M     | W     | P     | wyg. | prz. | ratio | zdob.       | str.        | ratio       |
| --- | ------------------- | --- | ----- | ----- | ----- | ---- | ---- | ----- | ----------- | ----------- | ----------- |
| 1   | Dalhausser / Lucena | 6   | 3     | 3     | 0     | 6    | 1    | 6.000 | 146         | 107         | 1.364       |
| 2   | Ontiveros / Virgen  | 5   | 3     | 2     | 1     | 4    | 3    | 1.333 | 123         | 108         | 1.139       |
| 3   | Lupo / Nicolai      | 4   | 3     | 1     | 2     | 4    | 4    | 1.000 | 144         | 142         | 1.014       |
| 4   | Naceur / Salah      | 3   | 3     | 0     | 3     | 0    | 6    | 0.000 | 70          | 126         | 0.556       |

Źródło: 
Zasady ustalania kolejności: 1. liczba zdobytych punktów; 2. wyższy stosunek małych punktów; 3. wyższy stosunek setów.
Punktacja: zwycięstwo – 2 pkt; porażka – 1 pkt
| Data  | Drużyna 1           | Wynik | Drużyna 2          | Sety                |
| ----- | ------------------- | ----- | ------------------ | ------------------- |
| 07.08 | Lupo / Nicolai      | 1:2   | Ontiveros / Virgen | 21:14, 14:21, 11:15 |
| 07.08 | Dalhausser / Lucena | 2:0   | Naceur / Salah     | 21:7, 21:13         |
|       |                     |       |                    |                     |
| 09.08 | Dalhausser / Lucena | 2:0   | Ontiveros / Virgen | 21:14, 21:17        |
| 10.08 | Lupo / Nicolai      | 2:0   | Naceur / Salah     | 21:17, 21:13        |
|       |                     |       |                    |                     |
| 11.08 | Dalhausser / Lucena | 2:1   | Lupo / Nicolai     | 21:13, 17:21, 24:22 |
| 11.08 | Ontiveros / Virgen  | 2:0   | Naceur / Salah     | 21:10, 21:10        |

#### Grupa D
| Lp. | Drużyna             | Pkt | Mecze | Mecze | Mecze | Sety | Sety | Sety  | Małe punkty | Małe punkty | Małe punkty |
| Lp. | Drużyna             | Pkt | M     | W     | P     | wyg. | prz. | ratio | zdob.       | str.        | ratio       |
| --- | ------------------- | --- | ----- | ----- | ----- | ---- | ---- | ----- | ----------- | ----------- | ----------- |
| 1   | Díaz / González     | 6   | 3     | 3     | 0     | 6    | 2    | 3.000 | 159         | 142         | 1.120       |
| 2   | Oliveira / Salgado  | 4   | 3     | 1     | 2     | 4    | 5    | 0.800 | 167         | 159         | 1.050       |
| 3   | Saxton / Schalk     | 4   | 3     | 1     | 2     | 3    | 5    | 0.600 | 138         | 149         | 0.926       |
| 4   | Samoilovs / Šmēdiņš | 4   | 3     | 1     | 2     | 4    | 5    | 0.800 | 150         | 164         | 0.915       |

Źródło: 
Zasady ustalania kolejności: 1. liczba zdobytych punktów; 2. wyższy stosunek małych punktów; 3. wyższy stosunek setów.
Punktacja: zwycięstwo – 2 pkt; porażka – 1 pkt
| Data  | Drużyna 1           | Wynik | Drużyna 2           | Sety                |
| ----- | ------------------- | ----- | ------------------- | ------------------- |
| 07.08 | Oliveira / Salgado  | 1:2   | Díaz / González     | 22:24, 23:21, 13:15 |
| 08.08 | Samoilovs / Šmēdiņš | 2:1   | Saxton / Schalk     | 21:17, 18:21, 15:13 |
|       |                     |       |                     |                     |
| 09.08 | Oliveira / Salgado  | 1:2   | Saxton / Schalk     | 21:17, 18:21, 14:16 |
| 09.08 | Samoilovs / Šmēdiņš | 1:2   | Díaz / González     | 21:23, 21:19, 9:15  |
|       |                     |       |                     |                     |
| 11.08 | Saxton / Schalk     | 0:2   | Díaz / González     | 15:21, 18:21        |
| 11.08 | Oliveira / Salgado  | 2:1   | Samoilovs / Šmēdiņš | 21:16, 20:22, 15:7  |

#### Grupa E
| Lp. | Drużyna                 | Pkt | Mecze | Mecze | Mecze | Sety | Sety | Sety  | Małe punkty | Małe punkty | Małe punkty |
| Lp. | Drużyna                 | Pkt | M     | W     | P     | wyg. | prz. | ratio | zdob.       | str.        | ratio       |
| --- | ----------------------- | --- | ----- | ----- | ----- | ---- | ---- | ----- | ----------- | ----------- | ----------- |
| 1   | Krasilnikow / Siemionow | 6   | 3     | 3     | 0     | 6    | 1    | 6.000 | 134         | 103         | 1.301       |
| 2   | Nummerdor / Varenhorst  | 5   | 3     | 2     | 1     | 5    | 3    | 1.667 | 142         | 126         | 1.127       |
| 3   | Fijałek / Prudel        | 4   | 3     | 1     | 2     | 3    | 5    | 0.600 | 126         | 142         | 0.887       |
| 4   | Grimalt / Grimalt       | 3   | 3     | 0     | 3     | 1    | 6    | 0.167 | 105         | 136         | 0.772       |

Źródło: 
Zasady ustalania kolejności: 1. liczba zdobytych punktów; 2. wyższy stosunek małych punktów; 3. wyższy stosunek setów.
Punktacja: zwycięstwo – 2 pkt; porażka – 1 pkt
| Data  | Drużyna 1               | Wynik | Drużyna 2               | Sety               |
| ----- | ----------------------- | ----- | ----------------------- | ------------------ |
| 07.08 | Nummerdor / Varenhorst  | 2:0   | Grimalt / Grimalt       | 21:16, 21:13       |
| 08.08 | Krasilnikow / Siemionow | 2:0   | Fijałek / Prudel        | 21:14, 21:13       |
|       |                         |       |                         |                    |
| 09.08 | Nummerdor / Varenhorst  | 2:1   | Fijałek / Prudel        | 21:17, 19:21, 15:9 |
| 10.08 | Krasilnikow / Siemionow | 2:0   | Grimalt / Grimalt       | 21:17, 21:14       |
|       |                         |       |                         |                    |
| 11.08 | Fijałek / Prudel        | 2:1   | Grimalt / Grimalt       | 21:13, 16:21, 15:9 |
| 11.08 | Nummerdor / Varenhorst  | 1:2   | Krasilnikow / Siemionow | 15:21, 21:14, 9:15 |

#### Grupa F
| Lp. | Drużyna             | Pkt | Mecze | Mecze | Mecze | Sety | Sety | Sety  | Małe punkty | Małe punkty | Małe punkty |
| Lp. | Drużyna             | Pkt | M     | W     | P     | wyg. | prz. | ratio | zdob.       | str.        | ratio       |
| --- | ------------------- | --- | ----- | ----- | ----- | ---- | ---- | ----- | ----------- | ----------- | ----------- |
| 1   | Gavira / Herrera    | 5   | 3     | 2     | 1     | 5    | 4    | 1.250 | 153         | 147         | 1.041       |
| 2   | Pereira / Younousse | 5   | 3     | 2     | 1     | 4    | 4    | 1.000 | 135         | 145         | 0.931       |
| 3   | Huber / Seidl       | 4   | 3     | 1     | 2     | 4    | 4    | 1.000 | 145         | 140         | 1.036       |
| 4   | Gibb / Patterson    | 4   | 3     | 1     | 2     | 3    | 4    | 0.750 | 125         | 126         | 0.992       |

Źródło: 
Zasady ustalania kolejności: 1. liczba zdobytych punktów; 2. wyższy stosunek małych punktów; 3. wyższy stosunek setów.
Punktacja: zwycięstwo – 2 pkt; porażka – 1 pkt
| Data  | Drużyna 1        | Wynik | Drużyna 2           | Sety                |
| ----- | ---------------- | ----- | ------------------- | ------------------- |
| 06.08 | Gibb / Patterson | 2:0   | Pereira / Younousse | 21:16, 21:16        |
| 07.08 | Gavira / Herrera | 2:1   | Huber / Seidl       | 14:21, 21:17, 15:13 |
|       |                  |       |                     |                     |
| 08.08 | Gavira / Herrera | 1:2   | Pereira / Younousse | 21:13, 18:21, 12:15 |
| 08.08 | Gibb / Patterson | 0:2   | Huber / Seidl       | 18:21, 18:21        |
|       |                  |       |                     |                     |
| 10.08 | Gibb / Patterson | 1:2   | Gavira / Herrera    | 19:21, 21:16, 7:15  |
| 10.08 | Huber / Seidl    | 1:2   | Pereira / Younousse | 21:18, 19:21, 12:15 |

#### Zespoły z miejsc trzecich
| Lp. | Drużyna          | Pkt | Mecze | Mecze | Mecze | Sety | Sety | Sety  | Małe punkty | Małe punkty | Małe punkty |
| Lp. | Drużyna          | Pkt | M     | W     | P     | wyg. | prz. | ratio | zdob.       | str.        | ratio       |
| --- | ---------------- | --- | ----- | ----- | ----- | ---- | ---- | ----- | ----------- | ----------- | ----------- |
| 1   | Doppler / Horst  | 5   | 3     | 2     | 1     | 4    | 4    | 1.000 | 133         | 145         | 0.917       |
| 2   | Huber / Seidl    | 4   | 3     | 1     | 2     | 4    | 4    | 1.000 | 145         | 140         | 1.036       |
| 3   | Lupo / Nicolai   | 4   | 3     | 1     | 2     | 4    | 4    | 1.000 | 144         | 142         | 1.014       |
| 4   | Kantor / Łosiak  | 4   | 3     | 1     | 2     | 2    | 4    | 0.500 | 113         | 116         | 0.974       |
| 5   | Saxton / Schalk  | 4   | 3     | 1     | 2     | 3    | 5    | 0.600 | 138         | 149         | 0.926       |
| 6   | Fijałek / Prudel | 4   | 3     | 1     | 2     | 3    | 5    | 0.600 | 126         | 142         | 0.887       |

#### Play-off szczęśliwych przegranych
| Data  | Drużyna 1       | Wynik | Drużyna 2        | Sety                |
| ----- | --------------- | ----- | ---------------- | ------------------- |
| 11.08 | Lupo / Nicolai  | 2:1   | Kantor / Łosiak  | 21:12, 15:21, 15:13 |
|       |                 |       |                  |                     |
| 11.08 | Saxton / Schalk | 2:0   | Fijałek / Prudel | 21:19, 21:18        |

### Faza pucharowa
|  |                         |                         |                         |                         |             |                         |                         |                    |                         |                         |             |             |             |  |  |       |       |       |
|  | 1/8 finału              | 1/8 finału              | 1/8 finału              |                         |             | Ćwierćfinały            | Ćwierćfinały            | Ćwierćfinały       |                         |                         | Półfinały   | Półfinały   | Półfinały   |  |  | Finał | Finał | Finał |
|  | 1/8 finału              | 1/8 finału              | 1/8 finału              |                         |             | Ćwierćfinały            | Ćwierćfinały            | Ćwierćfinały       |                         |                         | Półfinały   | Półfinały   | Półfinały   |  |  | Finał | Finał | Finał |
|  | 12 sierpnia             |                         |                         |                         |             |                         |                         |                    |                         |                         |             |             |             |  |  |       |       |       |
|  |                         |                         |                         |                         |             |                         |                         |                    |                         |                         |             |             |             |  |  |       |       |       |
|  | Carambula / Ranghieri   | Carambula / Ranghieri   | 0                       |                         |             |                         |                         |                    |                         |                         |             |             |             |  |  |       |       |       |
|  | Carambula / Ranghieri   | Carambula / Ranghieri   | 0                       | 15 sierpnia             |             |                         |                         |                    |                         |                         |             |             |             |  |  |       |       |       |
|  | Lupo / Nicolai          | Lupo / Nicolai          | 2                       |                         |             |                         |                         |                    |                         |                         |             |             |             |  |  |       |       |       |
|  | Lupo / Nicolai          | Lupo / Nicolai          | 2                       |                         |             | Lupo / Nicolai          | Lupo / Nicolai          | 2                  |                         |                         |             |             |             |  |  |       |       |       |
|  | 13 sierpnia             |                         |                         |                         |             | Lupo / Nicolai          | Lupo / Nicolai          | 2                  |                         |                         |             |             |             |  |  |       |       |       |
|  |                         |                         | Barsuk / Lamin          | Barsuk / Lamin          | 0           |                         |                         |                    |                         |                         |             |             |             |  |  |       |       |       |
|  | Oliveira / Salgado      | Oliveira / Salgado      | Barsuk / Lamin          | Barsuk / Lamin          | 0           | 1                       |                         |                    |                         |                         |             |             |             |  |  |       |       |       |
|  | Oliveira / Salgado      | Oliveira / Salgado      |                         |                         |             | 1                       | 16 sierpnia             |                    |                         |                         |             |             |             |  |  |       |       |       |
|  | Barsuk / Lamin          | Barsuk / Lamin          | 2                       |                         |             |                         |                         |                    |                         |                         |             |             |             |  |  |       |       |       |
|  | Barsuk / Lamin          | Barsuk / Lamin          | 2                       |                         |             | Lupo / Nicolai          | Lupo / Nicolai          | 2                  |                         |                         |             |             |             |  |  |       |       |       |
|  | 12 sierpnia             |                         |                         |                         |             | Lupo / Nicolai          | Lupo / Nicolai          | 2                  |                         |                         |             |             |             |  |  |       |       |       |
|  |                         |                         | Krasilnikow / Siemionow | Krasilnikow / Siemionow | 1           |                         |                         |                    |                         |                         |             |             |             |  |  |       |       |       |
|  | Krasilnikow / Siemionow | Krasilnikow / Siemionow | Krasilnikow / Siemionow | Krasilnikow / Siemionow | 1           | 2                       |                         |                    |                         |                         |             |             |             |  |  |       |       |       |
|  | Krasilnikow / Siemionow | Krasilnikow / Siemionow | 15 sierpnia             |                         |             | 2                       |                         |                    |                         |                         |             |             |             |  |  |       |       |       |
|  | Pereira / Younousse     | Pereira / Younousse     | 0                       |                         |             |                         |                         |                    |                         |                         |             |             |             |  |  |       |       |       |
|  | Pereira / Younousse     | Pereira / Younousse     | 0                       |                         |             | Krasilnikow / Siemionow | Krasilnikow / Siemionow | 2                  |                         |                         |             |             |             |  |  |       |       |       |
|  | 12 sierpnia             |                         |                         |                         |             | Krasilnikow / Siemionow | Krasilnikow / Siemionow | 2                  |                         |                         |             |             |             |  |  |       |       |       |
|  |                         |                         | Díaz / González         | Díaz / González         | 1           |                         |                         |                    |                         |                         |             |             |             |  |  |       |       |       |
|  | Doppler / Horst         | Doppler / Horst         | Díaz / González         | Díaz / González         | 1           | 0                       |                         |                    |                         |                         |             |             |             |  |  |       |       |       |
|  | Doppler / Horst         | Doppler / Horst         |                         |                         |             | 0                       | 19 sierpnia             |                    |                         |                         |             |             |             |  |  |       |       |       |
|  | Díaz / González         | Díaz / González         | 2                       |                         |             |                         |                         |                    |                         |                         |             |             |             |  |  |       |       |       |
|  | Díaz / González         | Díaz / González         | 2                       |                         |             | Lupo / Nicolai          | Lupo / Nicolai          | 0                  |                         |                         |             |             |             |  |  |       |       |       |
|  | 14 sierpnia             |                         |                         |                         |             | Lupo / Nicolai          | Lupo / Nicolai          | 0                  |                         |                         |             |             |             |  |  |       |       |       |
|  |                         |                         | Cerutti / Schmidt       | Cerutti / Schmidt       | 2           |                         |                         |                    |                         |                         |             |             |             |  |  |       |       |       |
|  | Dalhausser / Lucena     | Dalhausser / Lucena     | Cerutti / Schmidt       | Cerutti / Schmidt       | 2           | 2                       |                         |                    |                         |                         |             |             |             |  |  |       |       |       |
|  | Dalhausser / Lucena     | Dalhausser / Lucena     | 15 sierpnia             |                         |             | 2                       |                         |                    |                         |                         |             |             |             |  |  |       |       |       |
|  | Huber / Seidl           | Huber / Seidl           | 0                       |                         |             |                         |                         |                    |                         |                         |             |             |             |  |  |       |       |       |
|  | Huber / Seidl           | Huber / Seidl           | 0                       |                         |             | Dalhausser / Lucena     | Dalhausser / Lucena     | 1                  |                         |                         |             |             |             |  |  |       |       |       |
|  | 12 sierpnia             |                         |                         |                         |             | Dalhausser / Lucena     | Dalhausser / Lucena     | 1                  |                         |                         |             |             |             |  |  |       |       |       |
|  |                         |                         | Cerutti / Schmidt       | Cerutti / Schmidt       | 2           |                         |                         |                    |                         |                         |             |             |             |  |  |       |       |       |
|  | Cerutti / Schmidt       | Cerutti / Schmidt       | Cerutti / Schmidt       | Cerutti / Schmidt       | 2           | 2                       |                         |                    |                         |                         |             |             |             |  |  |       |       |       |
|  | Cerutti / Schmidt       | Cerutti / Schmidt       |                         |                         |             | 2                       | 16 sierpnia             |                    |                         |                         |             |             |             |  |  |       |       |       |
|  | Gavira / Herrera        | Gavira / Herrera        | 0                       |                         |             |                         |                         |                    |                         |                         |             |             |             |  |  |       |       |       |
|  | Gavira / Herrera        | Gavira / Herrera        | 0                       |                         |             | Cerutti / Schmidt       | Cerutti / Schmidt       | 2                  |                         |                         |             |             |             |  |  |       |       |       |
|  | 12 sierpnia             |                         |                         |                         |             | Cerutti / Schmidt       | Cerutti / Schmidt       | 2                  |                         |                         |             |             |             |  |  |       |       |       |
|  |                         |                         | Brouwer / Meeuwsen      | Brouwer / Meeuwsen      | 1           |                         |                         | Mecz o 3. miejsce  | Mecz o 3. miejsce       | Mecz o 3. miejsce       |             |             |             |  |  |       |       |       |
|  | Ontiveros / Virgen      | Ontiveros / Virgen      | Brouwer / Meeuwsen      | Brouwer / Meeuwsen      | 1           | 0                       |                         |                    |                         | Mecz o 3. miejsce       |             |             |             |  |  |       |       |       |
|  | Ontiveros / Virgen      | Ontiveros / Virgen      |                         |                         | 15 sierpnia | 15 sierpnia             | 15 sierpnia             |                    |                         |                         | 18 sierpnia | 18 sierpnia | 18 sierpnia |  |  |       |       |       |
|  | Nummerdor / Varenhorst  | Nummerdor / Varenhorst  | 2                       |                         | 15 sierpnia | 15 sierpnia             | 15 sierpnia             |                    |                         |                         | 18 sierpnia | 18 sierpnia | 18 sierpnia |  |  |       |       |       |
|  | Nummerdor / Varenhorst  | Nummerdor / Varenhorst  | 2                       |                         |             | Nummerdor / Varenhorst  | Nummerdor / Varenhorst  | 0                  | Krasilnikow / Siemionow | Krasilnikow / Siemionow | 0           |             |             |  |  |       |       |       |
|  | 13 sierpnia             |                         |                         |                         |             | Nummerdor / Varenhorst  | Nummerdor / Varenhorst  | 0                  | Krasilnikow / Siemionow | Krasilnikow / Siemionow | 0           |             |             |  |  |       |       |       |
|  |                         |                         | Brouwer / Meeuwsen      | Brouwer / Meeuwsen      | 2           |                         |                         | Brouwer / Meeuwsen | Brouwer / Meeuwsen      | 2                       |             |             |             |  |  |       |       |       |
|  | Saxton / Schalk         | Saxton / Schalk         | Brouwer / Meeuwsen      | Brouwer / Meeuwsen      | 2           | 0                       |                         | Brouwer / Meeuwsen | Brouwer / Meeuwsen      | 2                       |             |             |             |  |  |       |       |       |
|  | Saxton / Schalk         | Saxton / Schalk         |                         |                         |             |                         |                         |                    |                         |                         |             |             |             |  |  |       |       |       |
|  | Brouwer / Meeuwsen      | Brouwer / Meeuwsen      | 2                       |                         |             |                         |                         |                    |                         |                         |             |             |             |  |  |       |       |       |
|  | Brouwer / Meeuwsen      | Brouwer / Meeuwsen      | 2                       |                         |             |                         |                         |                    |                         |                         |             |             |             |  |  |       |       |       |

#### 1/8 finału
| Data  | Drużyna 1               | Wynik | Drużyna 2              | Sety                |
| ----- | ----------------------- | ----- | ---------------------- | ------------------- |
| 12.08 | Krasilnikow / Siemionow | 2:0   | Pereira / Younousse    | 21:13, 21:13        |
|       |                         |       |                        |                     |
| 12.08 | Doppler / Horst         | 0:2   | Díaz / González        | 17:21, 14:21        |
|       |                         |       |                        |                     |
| 12.08 | Ontiveros / Virgen      | 0:2   | Nummerdor / Varenhorst | 18:21, 15:21        |
|       |                         |       |                        |                     |
| 12.08 | Carambula / Ranghieri   | 0:2   | Lupo / Nicolai         | 12:21, 21:23        |
|       |                         |       |                        |                     |
| 12.08 | Cerutti / Schmidt       | 2:0   | Gavira / Herrera       | 24:22, 21:13        |
|       |                         |       |                        |                     |
| 13.08 | Oliveira / Salgado      | 1:2   | Barsuk / Lamin         | 21:16, 14:21, 10:15 |
|       |                         |       |                        |                     |
| 13.08 | Saxton / Schalk         | 0:2   | Brouwer / Meeuwsen     | 12:21, 15:21        |
|       |                         |       |                        |                     |
| 14.08 | Dalhausser / Lucena     | 2:0   | Huber / Seidl          | 21:14, 21:15        |

#### Ćwierćfinały
| Data  | Drużyna 1               | Wynik | Drużyna 2          | Sety                |
| ----- | ----------------------- | ----- | ------------------ | ------------------- |
| 15.08 | Lupo / Nicolai          | 2:1   | Barsuk / Lamin     | 21:18, 20:22, 15:11 |
|       |                         |       |                    |                     |
| 15.08 | Krasilnikow / Siemionow | 2:1   | Díaz / González    | 22:20, 22:24, 18:16 |
|       |                         |       |                    |                     |
| 15.08 | Dalhausser / Lucena     | 1:2   | Cerutti / Schmidt  | 14:21, 21:12, 9:15  |
|       |                         |       |                    |                     |
| 15.08 | Nummerdor / Varenhorst  | 0:2   | Brouwer / Meeuwsen | 23:25, 17:21        |

#### Półfinały
| Data  | Drużyna 1         | Wynik | Drużyna 2               | Sety                |
| ----- | ----------------- | ----- | ----------------------- | ------------------- |
| 16.08 | Lupo / Nicolai    | 2:1   | Krasilnikow / Siemionow | 15:21, 21:16, 15:13 |
|       |                   |       |                         |                     |
| 16.08 | Cerutti / Schmidt | 2:1   | Brouwer / Meeuwsen      | 21:17, 21:23, 16:14 |

#### Mecz o 3. miejsce
| Data  | Drużyna 1               | Wynik | Drużyna 2          | Sety         |
| ----- | ----------------------- | ----- | ------------------ | ------------ |
| 18.08 | Krasilnikow / Siemionow | 0:2   | Brouwer / Meeuwsen | 21:23, 20:22 |

#### Finał
| Data  | Drużyna 1      | Wynik | Drużyna 2         | Sety         |
| ----- | -------------- | ----- | ----------------- | ------------ |
| 19.08 | Lupo / Nicolai | 0:2   | Cerutti / Schmidt | 19:21, 17:21 |

## Klasyfikacja końcowa
| Miejsce | Reprezentacja           |
| ------- | ----------------------- |
| złoto   | Cerutti / Schmidt       |
| srebro  | Lupo / Nicolai          |
| brąz    | Brouwer / Meeuwsen      |
| 4.      | Krasilnikow / Siemionow |
| 5.      | Díaz / González         |
| 5.      | Nummerdor / Varenhorst  |
| 5.      | Barsuk / Lamin          |
| 5.      | Dalhausser / Lucena     |
| 9.      | Doppler / Horst         |
| 9.      | Huber / Seidl           |
| 9.      | Oliveira / Salgado      |
| 9.      | Saxton / Schalk         |
| 9.      | Gavira / Herrera        |
| 9.      | Carambula / Ranghieri   |
| 9.      | Ontiveros / Virgen      |
| 9.      | Pereira / Younousse     |
| 17.     | Fijałek / Prudel        |
| 17.     | Kantor / Łosiak         |
| 19.     | Binstock / Schachter    |
| 19.     | Grimalt / Grimalt       |
| 19.     | Böckermann / Flüggen    |
| 19.     | Samoilovs / Šmēdiņš     |
| 19.     | Naceur / Salah          |
| 19.     | Gibb / Patterson        |